# Herisau

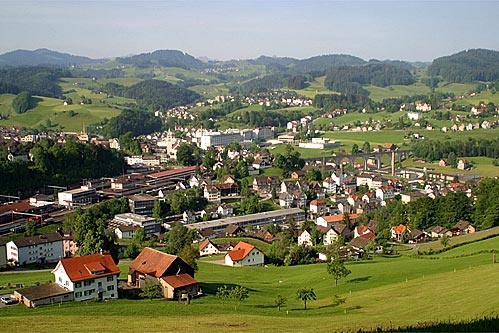
Herisau

Herisau este un oraș în Elveția.